# Helena Moreira de Sá e Costa
Helena Moreira de Sá e Costa (Porto, Portugal, 26 de maig de 1913 — Porto, 8 de gener de 2006), fou una pianista, concertista i professora de música portuguesa.

## Biografia
Fou filla dels pianistes Luís António Ferreira da Costa (1879-1960) i Leonilda Moreira de Sá (1882-1963). Leonilda fou filla del músic Bernardo Valentim Moreira de Sá (1853-1924), fundador del Conservatori de Música de Porto i de l'Orfeó Portuens, i de Felicidade Nogueira Molarinho. Helena va concloure els estudis de piano al Conservatori Nacional de Lisboa, havent-hi estat alumna dels seus pares i del mestre José Viana da Motta.
El 19 de desembre de 1941 va participar en la inauguració del Teatro Coliseu Porto Ageas, en un concert amb l'Orquestra da Emissora Nacional, dirigida per Pedro de Freitas Branco.
Va obtenir el premis Beethoven i el de l'Emissora Nacional el 1943. Va estudiar també amb Alfred Cortot i amb Edwin Fischer, amb el qual va aparèixer en quaranta concerts en les principals ciutats d'Europa, interpretant els concerts a 2, 3 i 4 pianos de Johann Sebastian Bach.
La seva activitat de concertista la va dur a Espanya, França, Anglaterra, Alemanya, Àustria, Bèlgica, Països Baixos, Luxemburg, Suïssa, Hongria, Itàlia, Estats Units d'Amèrica, Canadà, Brasil, Angola i Moçambic. Va col·laborar amb els principals directors d'orquestra portuguesos i amb altres de renom internacional, com ara Ernest Ansermet, Ígor Markévitch, Paul Kletzki i Hans Swarowky.
D'entre els artistes amb qui va col·laborar en concert en destaquen Pierre Fournier, Maurice Gendron, Sandor Végh, Arthur Grumiaux, János Starker, Ludwig Hoelscher, Ruggiero Ricci, Teresa Stich-Randall, Rita Gorr i Zara Nelsova.
Amb la seva germana, la violoncel·lista Madalena Moreira de Sá i Costa (1915-*), va formar el 1931 un duo de notable projecció. Van debutar al Teatro Gil Vicente do Palácio de Cristal de Porto. Juntes, van actuar al Palau de la Música Catalana de Barcelona el 17 de gener de 1945. Juntament amb el violinista Henri Mouton van formar el “Trio Portugàlia”. Van formar part tanmateix del Quartet Portugàlia, amb la col·laboració de violista François Broos (1903-2002).
Fou professora dels Conservatoris de Lisboa i de Porto, amb una trajectòria pedagògica reconeguda internacionalment, amb invitacions per a la realització de cursos, entre d'altres, a les ciutats de Cascais, Espinho, Estoril, Salzburg, Gunsbach (al Centre Albert Schweitzer, Alsàcia, França), Suïssa, Itàlia, Anglaterra, Alemanya, Canadà i els Estats Units d'Amèrica.
Fou també membre de jurats de concursos internacionals com ara els de Berlín, Berna, el concurs Vianna de la Motta de Lisboa, Palma, Canadà, el Maria Callas d'Atenes, el Luís Costa (Porto) i concursos nacionals, com els de la Covilhã, Joventut Musical, João Arroyo, etc.
D'entre la seva discografia destaca l'enregistrament integral del 1er quadern de El clavecí ben temprat de J. S. Bach; i el del Concert per a piano núm. 4 de Beethoven, a més del disc J. S. Bach Live Recording (Porto 2001).
Entre els guardons obtinguts, en destaquen els premis Moreira de Sá (1939) i el Beethoven creat per Vianna de la Motta (1937); el Grau de Comandant de l'Orde Militar de Santiago de l'Espasa (30 de juny de 1982), el Grau de Gran Oficial de l'Orde Militar de Santiago de l'Espasa (9 de juny de 2001); i les medalles de Mèrit de la Ciutat de Porto (1983), de la Secretaria d'Estat de la Cultura (1989) i el Premi Almada (2000).
A la ciutat de Porto es troba el Teatro Helena Sá e Costa (THSC), teatre i escola destinat a difondre i promoure les arts en les àrees de dansa, música i teatre.

## Enregistraments

### Solista
- "7 Estudis, Op. 18" de Fernando Corrêa d'Oliveira - LP Parnaso, 962-B (1962)
- "Variacions, Op. 10" de Fernando Corrêa d'Oliveira - LP Parnaso, 962-B (1962)
- "El Príncep del Cavall Blanc, Op. 6" de Fernando Corrêa d'Oliveira - LP Parnaso, 962-C (1962)
- "50 Peces per als 5 Dits, Op. 7" de Fernando Corrêa d'Oliveira - EP Parnaso, 965-I (1965)
- "El clavecí ben temprat" (1er quadern) de J.S.Bach - 2 LP - HMV - Anys 60

### Trio Portugàlia
- "Trio, Op. 17" de Fernando Corrêa d'Oliveira - LP Parnaso, 962-B (1962)

### Concerts
- "Concertino per a Piano" de Fernando Lopes-Gràça - Portugalsom/Strauss, SP 4129 (1984/1997)
- "Concert Nº 4 en Sol Major Op. 58" de Ludwig van Beethoven - Portugalsom/Strauss, SP 4238 (1999)
- "Concert en Si Bemoll" d'Armando José Fernandes - Portugalsom/Strauss, SP 4238 (1999)